# Премії НАН України імені видатних учених України — лауреати 2016 року
Премії НАН України імені видатних учених України — лауреати 2016 року.
Згідно з постановою Президії НАН України від 8 лютого 2017 року № 27 за підсумками конкурсу 2016 р., проведеного відділеннями Національної академії наук України лауреатами премій стали:
| Премія                                             | Премійовані роботи | Лауреати                          | Коротко про лауреата |
| -------------------------------------------------- | --- | --------------------------------- | --- |
| Премія НАН України імені М. Г. Крейна              | за цикл праць «Нові аналітичні методи для диференціальних рівнянь та теорії функцій» | Аров Дамір Зямович                | доктор фізико-математичних наук, професор Державного закладу «Південноукраїнський національний педагогічний університет ім. К. Д. Ушинського» |
| Премія НАН України імені М. Г. Крейна              | за цикл праць «Нові аналітичні методи для диференціальних рівнянь та теорії функцій» | Гутлянський Володимир Якович      | член-кореспондент НАН України, раднику Інституту прикладної математики і механіки НАН України |
| Премія НАН України імені М. Г. Крейна              | за цикл праць «Нові аналітичні методи для диференціальних рівнянь та теорії функцій» | Михайлець Володимир Андрійович    | доктор фізико-математичних наук, провідний науковий співробітник Інституту математики НАН України |
| Премія НАН України імені О. В. Погорєлова          | за серію праць «Геометричні та топологічні властивості підмноговидів та шарувань» | Болотов Дмитро Валерійович        | доктор фізико-математичних наук, старший науковий співробітник Фізико-технічного інституту низьких температур ім. Б. І. Вєркіна НАН України |
| Премія НАН України імені О. В. Погорєлова          | за серію праць «Геометричні та топологічні властивості підмноговидів та шарувань» | Горькавий Василь Олексійович      | доктор фізико-математичних наук, провідний науковий співробітник Фізико-технічного інституту низьких температур ім. Б. І. Вєркіна НАН України |
| Премія НАН України імені О. В. Погорєлова          | за серію праць «Геометричні та топологічні властивості підмноговидів та шарувань» | Максименко Сергій Іванович        | доктор фізико-математичних наук, завідувач лабораторії Інституту математики НАН України |
| Премія НАН України імені М. М. Амосова             | за цикл робіт «Математичні моделі та методи аналізу та розпізнавання біологічних об'єктів» | Гупал Анатолій Михайлович         | член-кореспондент НАН України, професор, доктор фізико-математичних наук, завідувач відділу методів індуктивного моделювання та керування № 235 Інституту кібернетики НАН України                                                                                        |
| Премія НАН України імені М. М. Амосова             | за цикл робіт «Математичні моделі та методи аналізу та розпізнавання біологічних об'єктів» | Сергієнко Іван Васильович         | академік НАН України, професор, доктор фізико-математичних наук, директор Інституту кібернетики НАН України, генеральний директор Кібернетичного центру НАН України |
| Премія НАН України імені А. О. Дородніцина         | за цикл робіт «Методи математичного та комп'ютерного моделювання динаміки еволюційних процесів за складних та локально-нерівноважних умов»                                                                         | Булавацький Володимир Михайлович  | професор, доктор технічних наук, провідний науковий співробітник лабораторії методів математичного моделювання процесів екології та енергетики № 141 Інституту кібернетики імені В. М. Глушкова НАН України                                                              |
| Премія НАН України імені А. О. Дородніцина         | за цикл робіт «Методи математичного та комп'ютерного моделювання динаміки еволюційних процесів за складних та локально-нерівноважних умов»                                                                         | Кривонос Юрій Георгійович         | академік НАН України, професор, доктор фізико-математичних наук |
| Премія НАН України імені А. О. Дородніцина         | за цикл робіт «Методи математичного та комп'ютерного моделювання динаміки еволюційних процесів за складних та локально-нерівноважних умов»                                                                         | Селезов Ігор Тимофійович          | професор, доктор фізико-математичних наук, завідувач відділу гідродинаміки хвильових процесів Інституту гідромеханіки НАН України |
| Премія НАН України імені О. К. Антонова            | за цикл робіт «Динаміка стисливої в'язкої рідини» | Гузь Олександр Миколайович        | академік НАН України, директор Інституту механіки ім. С. П. Тимошенка НАН України |
| Премія НАН України імені О. К. Антонова            | за цикл робіт «Динаміка стисливої в'язкої рідини» | Жук Олександр Петрович            | доктор фізико-математичних наук, ученому секретареві Інституту механіки ім. С. П. Тимошенка НАН України |
| Премія НАН України імені Г. С. Писаренка           | за цикл праць «Міцність матеріалів та елементів конструкцій при імпульсному навантаженні» | Лепіхін Петро Павлович            | доктор фізико-математичних наук, завідувач відділу Інституту проблем міцності ім. Г. С. Писаренка НАН України |
| Премія НАН України імені Г. С. Писаренка           | за цикл праць «Міцність матеріалів та елементів конструкцій при імпульсному навантаженні» | Новогрудський Леонід Самуїлович   | доктор технічних наук, провідний науковий співробітник Інституту проблем міцності ім. Г. С. Писаренка НАН України |
| Премія НАН України імені Г. С. Писаренка           | за цикл праць «Міцність матеріалів та елементів конструкцій при імпульсному навантаженні» | Степанов Геннадій Володимирович   | доктор технічних наук, завідувач лабораторії Інституту проблем міцності ім. Г. С. Писаренка НАН України |
| Премія НАН України імені С. Я. Брауде              | за відкриття радіовипромінювання від блискавок на Сатурні та від космічних атомів вуглецю у станах з головним квантовим числом більше 1000                                                                         | Захаренко В'ячеслав Володимирович | доктор фізико-математичних наук, провідний науковий співробітник Радіоастрономічного інституту НАН України |
| Премія НАН України імені С. Я. Брауде              | за відкриття радіовипромінювання від блискавок на Сатурні та від космічних атомів вуглецю у станах з головним квантовим числом більше 1000                                                                         | Ульянов Олег Михайлович           | кандидат фізико-математичних наук, старший науковий співробітник Радіоастрономічного інституту НАН України |
| Премія НАН України імені С. Я. Брауде              | за відкриття радіовипромінювання від блискавок на Сатурні та від космічних атомів вуглецю у станах з головним квантовим числом більше 1000                                                                         | Степкін Сергій Васильович         | науковий співробітник Радіоастрономічного інституту НАН України |
| Премія НАН України імені Б. І. Вєркіна             | за теоретичне обґрунтування та експериментальна реалізація джозефсонівських кубітів для квантових обчислень | Омельянчук Олександр Миколайович  | член-кореспондент Національної академії наук України, професор, доктор фізико-математичних наук, головний науковий співробітник, завідувач відділу надпровідних та мезоскопічних структур Фізико-технічного інституту низьких температур імені Б. І. Вєркіна НАН України |
| Премія НАН України імені Б. І. Вєркіна             | за теоретичне обґрунтування та експериментальна реалізація джозефсонівських кубітів для квантових обчислень | Ільїчев Євген В'ячеславович       | доктор фізико-математичних наук, керівник групи Інституту фотонних технологій (Німеччина) |
| Премія НАН України імені Б. І. Вєркіна             | за теоретичне обґрунтування та експериментальна реалізація джозефсонівських кубітів для квантових обчислень | Шевченко Сергій Миколайович       | доктор фізико-математичних наук, старший науковий співробітник, завідувач відділу надпровідних та мезоскопічних структур Фізико-технічного інституту низьких температур імені Б. І. Вєркіна НАН України                                                                  |
| Премія НАН України імені О. С. Давидова            | за теорій деформованих моделей квантової механіки та їх застосування до опису фізичних систем | Вакарчук Іван Олександрович       | доктор фізико-математичних наук, професор Львівського національного університету імені Івана Франка |
| Премія НАН України імені О. С. Давидова            | за теорій деформованих моделей квантової механіки та їх застосування до опису фізичних систем | Гаврилик Олександр Михайлович     | доктор фізико-математичних наук, завідувач відділу Інституту теоретичної фізики ім. М. М. Боголюбова НАН України |
| Премія НАН України імені О. С. Давидова            | за теорій деформованих моделей квантової механіки та їх застосування до опису фізичних систем | Ткачук Володимир Михайлович       | доктор фізико-математичних наук, завідувач кафедри Львівського національного університету імені Івана Франка |
| Премія НАН України імені Н. Д. Моргуліса           | за створення нових плазмових пристроїв для наукових досліджень та технічних застосувань | Гончаров Олексій Антонович        | доктор фізико-математичних наук, головний науковий співробітник Інституту фізики НАН України |
| Премія НАН України імені Н. Д. Моргуліса           | за створення нових плазмових пристроїв для наукових досліджень та технічних застосувань | Жовтянський Віктор Андрійович     | член-кореспондент НАН України, заступник директора Інституту газу НАН України |
| Премія НАН України імені Н. Д. Моргуліса           | за створення нових плазмових пристроїв для наукових досліджень та технічних застосувань | Черняк Валерій Якович             | доктор фізико-математичних наук, професор Київського національного університету імені Тараса Шевченка |
| Премія НАН України імені П. А. Тутковського        | за монографію «Геодинамічна еволюція та нафтогазоносність Азово-Чорноморського і Баренцевоморського периконтинентальних шельфів»                                                                                   | Павлюк Мирослав Іванович          | член-кореспондент НАН України, директор Інституту геології і геохімії горючих копалин НАН України |
| Премія НАН України імені Є. О. Патона              | за цикл праць «Плазмові технології та устаткування в металургії» | Григоренко Георгій Михайлович     | академік НАН України, завідувач відділу Інституту електрозварювання ім. Є. О. Патона НАН України |
| Премія НАН України імені Є. О. Патона              | за цикл праць «Плазмові технології та устаткування в металургії» | Шейко Іван Васильович             | доктор технічних наук, провідний науковий співробітник Інституту електрозварювання ім. Є. О. Патона НАН України |
| Премія НАН України імені Є. О. Патона              | за цикл праць «Плазмові технології та устаткування в металургії» | Шаповалов Віктор Олександрович    | доктор технічних наук, завідувач відділу Інституту електрозварювання ім. Є. О. Патона НАН України |
| Премія НАН України імені Г. В. Карпенка            | за цикл праць «Розвиток методів обробки конструкційних матеріалів для підвищення їх тріщиностійкості і термінів експлуатації з урахуванням впливу робочих середовищ»                                               | Новіков Микола Васильович         | академік НАН України, почесний директор Інституту надтвердих матеріалів ім. В. М. Бакуля НАН України |
| Премія НАН України імені Г. В. Карпенка            | за цикл праць «Розвиток методів обробки конструкційних матеріалів для підвищення їх тріщиностійкості і термінів експлуатації з урахуванням впливу робочих середовищ»                                               | Андрейків Олександр Євгенович     | член-кореспондент НАН України, професор Львівського національного університету імені Івана Франка |
| Премія НАН України імені Г. В. Карпенка            | за цикл праць «Розвиток методів обробки конструкційних матеріалів для підвищення їх тріщиностійкості і термінів експлуатації з урахуванням впливу робочих середовищ»                                               | Лавріненко Валерій Іванович       | доктор технічних наук, завідувач відділу Інституту надтвердих матеріалів ім. В. М. Бакуля НАН України |
| Премія НАН України імені С. О. Лебедєва            | за серію праць «Моделі рівноважного стану та методи математичного моделювання електроенергетичних систем» | Саух Сергій Євгенович             | доктор технічних наук, головний науковий співробітник Інституту проблем моделювання в енергетиці ім. Г. Є. Пухова НАН України |
| Премія НАН України імені С. О. Лебедєва            | за серію праць «Моделі рівноважного стану та методи математичного моделювання електроенергетичних систем» | Давиденко Анатолій Миколайович    | кандидат технічних наук, заступник директора Інституту проблем моделювання в енергетиці ім. Г. Є. Пухова НАН України |
| Премія НАН України імені С. О. Лебедєва            | за серію праць «Моделі рівноважного стану та методи математичного моделювання електроенергетичних систем» | Яловець Андрій Леонідович         | доктор технічних наук, заступник директора Інституту програмних систем НАН України |
| Премія НАН України імені Г. Ф. Проскури            | за серію праць «Інформаційно-вимірювальні методи та технології моніторингу об'єктів генерування, транспортування та споживання теплової енергії»                                                                   | Бабак Віталій Павлович            | член-кореспондент НАН України, заступник директора Інституту технічної теплофізики НАН України |
| Премія НАН України імені Г. Ф. Проскури            | за серію праць «Інформаційно-вимірювальні методи та технології моніторингу об'єктів генерування, транспортування та споживання теплової енергії»                                                                   | Декуш Леонід Васильович           | доктор технічних наук, заступник завідувача відділу Інституту технічної теплофізики НАН Україн |
| Премія НАН України імені Г. Ф. Проскури            | за серію праць «Інформаційно-вимірювальні методи та технології моніторингу об'єктів генерування, транспортування та споживання теплової енергії»                                                                   | Воробйов Леонід Йосипович         | кандидат технічних наук, провідний науковий співробітник Інституту технічної теплофізики НАН України |
| Премія НАН України імені О. І. Лейпунського        | за цикл праць «Методологічні засади акустико-емісійного діагностування обладнання атомних станцій» | Неклюдов Іван Матвійович          | академік НАН України, головний науковий співробітник Національного наукового центру «Харківський фізико-технічний інститут» |
| Премія НАН України імені О. І. Лейпунського        | за цикл праць «Методологічні засади акустико-емісійного діагностування обладнання атомних станцій» | Назарчук Зиновій Теодорович       | академік НАН України, директор Фізико-механічного інституту ім. Г. В. Карпенка НАН України |
| Премія НАН України імені О. І. Лейпунського        | за цикл праць «Методологічні засади акустико-емісійного діагностування обладнання атомних станцій» | Скальський Валентин Романович     | член-кореспондент НАН України, заступник директора Фізико-механічного інститутуім. Г. В. Карпенка НАН України |
| Премія НАН України імені А. І. Кіпріанова          | за цикл праць «Молекулярний дизайн частково гідрованих та конденсованих азинових та азепінових систем» | Вовк Михайло Володимирович        | доктор хімічних наук, заступник директора Інституту органічної хімії НАН України |
| Премія НАН України імені А. І. Кіпріанова          | за цикл праць «Молекулярний дизайн частково гідрованих та конденсованих азинових та азепінових систем» | Сукач Володимир Андрійович        | кандидат хімічних наук, старший науковий співробітник Інституту органічної хімії НАН України |
| Премія НАН України імені А. І. Кіпріанова          | за цикл праць «Молекулярний дизайн частково гідрованих та конденсованих азинових та азепінових систем» | Васькевич Руслан Іванович         | кандидат хімічних наук, старший науковий співробітник Інституту органічної хімії НАН України |
| Премія НАН України імені О. В. Палладіна           | за монографію «Основи глікобіології» | Сибірна Наталія Олександрівна     | доктор біологічних наук, завідувач кафедри Львівського національного університету імені Івана Франка |
| Премія НАН України імені О. В. Палладіна           | за монографію «Основи глікобіології» | Шевцова Алла Іванівна             | доктор біологічних наук, професор Державного закладу «Дніпропетровська медична академія МОЗ України» |
| Премія НАН України імені О. В. Палладіна           | за монографію «Основи глікобіології» | Ушакова Галина Олександрівна      | доктор біологічних наук, завідувач кафедри Дніпропетровського національного університету імені Олеся Гончара |
| Премія НАН України імені П. Г. Костюка             | за цикл праць «Молекулярні та клітинні механізми активності функціональних нейронних мереж» | Веселовський Микола Сергійович    | академік НАН України, заступник директора Інституту фізіології ім. О. О. Богомольця НАН України |
| Премія НАН України імені П. Г. Костюка             | за цикл праць «Молекулярні та клітинні механізми активності функціональних нейронних мереж» | Федулова Світлана Анатоліївна     | доктор біологічних наук, завідувач лабораторії Інституту фізіології ім. О. О. Богомольця НАН України |
| Премія НАН України імені П. Г. Костюка             | за цикл праць «Молекулярні та клітинні механізми активності функціональних нейронних мереж» | Шипшина Марія Сергіївна           | кандидат біологічних наук, старший науковий співробітник Інституту фізіології ім. О. О. Богомольця НАН України |
| Премія НАН України імені В. П. Комісаренка         | за цикл праць «Кріоконсервування первинних та органотипових культур ендокринних залоз» | Бондаренко Тетяна Петрівна        | доктор біологічних наук, завідувач відділу Інституту проблем кріобіології і кріомедицини НАН України |
| Премія НАН України імені В. П. Комісаренка         | за цикл праць «Кріоконсервування первинних та органотипових культур ендокринних залоз» | Легач Євгеній Іванович            | доктор медичних наук, головний науковий співробітник Інституту проблем кріобіології і кріомедицини НАН України |
| Премія НАН України імені В. П. Комісаренка         | за цикл праць «Кріоконсервування первинних та органотипових культур ендокринних залоз» | Божок Галина Анатоліївна          | доктор біологічних наук, старший науковий співробітник Інституту проблем кріобіології і кріомедицини НАН України |
| Премія НАН України імені І. І. Шмальгаузена        | за цикл праць «Таксономія, фауна та походження комах надродин іпономевтоїдів та тефритоїдів Старого Світу» | Гершензон Злата Сергіївна         | доктор біологічних наук, провідний науковий співробітник Інституту зоології ім. І. І. Шмальгаузена НАН України |
| Премія НАН України імені І. І. Шмальгаузена        | за цикл праць «Таксономія, фауна та походження комах надродин іпономевтоїдів та тефритоїдів Старого Світу» | Каменєва Олена Петрівна           | кандидат біологічних наук, старший науковий співробітник Інституту зоології ім. І. І. Шмальгаузена НАН України |
| Премія НАН України імені І. І. Шмальгаузена        | за цикл праць «Таксономія, фауна та походження комах надродин іпономевтоїдів та тефритоїдів Старого Світу» | Корнєєв Валерій Олексійович       | доктор біологічних наук, завідувач відділу Інституту зоології ім. І. І. Шмальгаузена НАН України |
| Премія НАН України імені В. Я. Юр'єва              | за працю «Створення на основі сучасних досягнень біотехнології та маркер-допоміжної селекції нових форм сільськогосподарських рослин та азотфіксуючих мікроорганізмів, стійких до несприятливих факторів довкілля» | Коць Сергій Ярославович           | член-кореспондент НАН України, заступник директора Інституту фізіології рослин і генетики НАН України |
| Премія НАН України імені В. Я. Юр'єва              | за працю «Створення на основі сучасних досягнень біотехнології та маркер-допоміжної селекції нових форм сільськогосподарських рослин та азотфіксуючих мікроорганізмів, стійких до несприятливих факторів довкілля» | Тищенко Олена Миколаївна          | доктор біологічних наук, завідувач відділу Інституту фізіології рослин і генетики НАН України |
| Премія НАН України імені В. Я. Юр'єва              | за працю «Створення на основі сучасних досягнень біотехнології та маркер-допоміжної селекції нових форм сільськогосподарських рослин та азотфіксуючих мікроорганізмів, стійких до несприятливих факторів довкілля» | Моргун Богдан Володимирович       | кандидат біологічних наук, заступник директора Інституту клітинної біології та генетичної інженерії НАН України |
| Премія НАН України імені М. І. Туган-Барановського | за цикл праць з обліку та фінансової звітності як інформаційної основи антикризового управління в умовах глобалізації                                                                                              | Єфименко Тетяна Іванівна          | член-кореспондент НАН України, президент Державної навчально-наукової установи «Академія фінансового управління» |
| Премія НАН України імені М. І. Туган-Барановського | за цикл праць з обліку та фінансової звітності як інформаційної основи антикризового управління в умовах глобалізації                                                                                              | Жук Валерій Миколайович           | член-кореспондент НААН України, віце-президент Національної академії аграрних наук України |
| Премія НАН України імені М. І. Туган-Барановського | за цикл праць з обліку та фінансової звітності як інформаційної основи антикризового управління в умовах глобалізації                                                                                              | Ловінська Людмила Геннадіївна     | доктор економічних наук, заступник директора Науково-дослідного фінансового інституту Державної навчально-наукової установи «Академія фінансового управління» |
| Премія НАН України імені М. П. Василенка           | за цикл праць «Забезпечення ефективності реалізації законодавства України: проблеми теорії і практики» | Акуленко Віктор Іванович          | доктор юридичних наук, провідний науковий співробітник Інституту держави і права ім. В. М. Корецького НАН України |
| Премія НАН України імені М. П. Василенка           | за цикл праць «Забезпечення ефективності реалізації законодавства України: проблеми теорії і практики» | Теплюк Михайло Олексійович        | доктор юридичних наук, керівник Головного юридичного управління Верховної Ради України |
| Премія НАН України імені М. П. Василенка           | за цикл праць «Забезпечення ефективності реалізації законодавства України: проблеми теорії і практики» | Шумило Михайло Миколайович        | доктор юридичних наук, старший науковий співробітник Інституту держави і права ім. В. М. Корецького НАН України |
| Премія НАН України імені М. І. Костомарова         | за цикл праць «Українське козацтво у системі уявлень, саморепрезентацій та соціальних взаєминах» | Бачинська Олена Анатоліївна       | доктор історичних наук, завідувач кафедри Одеського національного університету ім. І. І. Мечникова |
| Премія НАН України імені М. І. Костомарова         | за цикл праць «Українське козацтво у системі уявлень, саморепрезентацій та соціальних взаєминах» | Ковалевська Ольга Олегівна        | доктор історичних наук, старший науковий співробітник Інституту історії України НАН України |
| Премія НАН України імені І. Я. Франка              | за серію праць «Дослідження з поетики: вірш, жанр, композиція» і «Лірика Тараса Шевченка. Аналізи й інтерпретації»                                                                                                 | Чамата Ніна Павлівна              | кандидат філологічних наук, провідний науковий співробітник Інституту літератури ім. Т. Г. Шевченка НАН України |